# Hæringen
Hæringen ist eine unbewohnte Schäreninsel an der norwegischen Küste des Europäischen Nordmeers und gehört zur Gemeinde Hustadvika in der Provinz Møre og Romsdal.
Die Insel befindet sich nahe dem Ostufer des Julsunds, nördlich der Einmündung des Frænfjords. Westlich erstreckt sich die deutlich größere Insel Gossa.
Die felsige Insel liegt nur etwa 250 Meter westlich des Festlandes. Sie erstreckt sich von Südwesten nach Nordosten über etwa 130 Meter bei einer Breite von bis zu 40 Metern und erreicht eine Höhe von etwa 11 Metern. Hæringen ist karg und nur wenig bewachsen.